# 前田玄長
前田 玄長（まえだ はるなが）は、江戸時代中期（18世紀前半）に活動した高家旗本。公家の閑院流押小路家の出身で、享保16年（1731年）から宝暦2年（1752年）まで21年にわたり高家肝煎を務めた。武家となるのに際して前田玄以との所縁から前田を称し、高家前田家（藤原北家公季流）初代当主となった。

## 生涯
大納言押小路公音の次男として生まれる。生母は大納言河鰭実陳の女。
元禄15年（1702年）、17歳で京都より召し出される。この年の閏8月15日、5代将軍徳川綱吉に御目見し旗本となり、小姓並として切米300俵を賜る。その際、曾祖父の三条西実条が前田玄以（豊臣政権五奉行の一人、丹波亀山藩主）の娘を正室としていた縁により、武家名字である前田を名乗る。同年12月3日従五位下侍従・出雲守に叙任され、300石の加増を受けて、武蔵国多摩郡内で600石を知行することになった。宝永元年（1704年）1月9日、武蔵国内で300石加増、宝永4年（1707年）1月9日には相模国愛甲郡内で500石を加増され、計1400石の知行となる。
宝永6年（1709年）2月21日、高家役に転役となり、隠岐守と改称（延享2年（1745年）9月に再度出雲守に改称）。享保16年（1731年）10月28日高家肝煎役となる。延享2年（1745年）10月、9代将軍徳川家重の将軍宣下に付、京都へ御使となり、松平讃岐守頼恭の差添役を務める。同年12月に従四位上左近衛権少将に昇進する。
宝永6年（1709年）より宝暦2年（1752年）4月13日に死去するまで、高家役として務めた43年間のうち高家肝煎役を21年務め、京都御使、伊勢神宮、日光東照宮、滝山東照宮への将軍御名代など29回の御役を務めている。元禄15年（1702年）に5代将軍綱吉に仕えてから、6代家宣、7代家継、8代吉宗、9代家重と歴代5人の将軍に仕えた玄長は、旗本として50年間を務め、67歳で没した。葬地は市ヶ谷自證院（天台宗）。
正妻は内藤政貞の養女・内藤播磨守政醇の義姉。養子房長（実父松平金七郎康郷）ら1男1女あり。

## 系譜
生家の押小路家は右大臣三条西実条の孫である押小路公音（閑院流押小路家の祖、初名は公起）が創設した三条西家の分家で、公音の二男・前田玄長は実条の曾孫にあたる。
三条西実条は、安土桃山時代の慶長期から江戸時代初期の寛永期にかけて活躍した公卿で、3代将軍徳川家光の時に権大納言となり、慶長19年（1614年）に武家伝奏の重職に任じられた。その後、中宮大夫、内大臣を歴任し、寛永9年（1632年）までの18年にわたり武家伝奏も兼任し続けた、幕府とは密接な公卿である。また、春日局は三条西実条の猶妹となり、資格を得て御所に参内している。
実条の孫が押小路公音であり、玄長は曾孫にあたる。実条の正室は前田玄以の長女で、玄以の次女は堀尾忠氏（初代松江藩主）の正室である。したがって、実条と堀尾忠氏は義理の兄弟（相婿）である。

### 前田姓を名乗った理由
玄長が前田姓を名乗った由来について、高家前田家に伝わる秘話を明治・大正期の9代当主前田長善が、1876年（明治9年）10月に「當家ノ傳 前田姓ヲ名乗リタル理由」（「旧幕府高家ノ家格大畧」所収）として記している。その史料を基に、12代当主の前田明久が論考を『季刊山陰』第20号に掲載している。
論考によれば、玄長が前田姓を名乗った由来について長善は独自に調査研究し、父（8代前田長禮、幕末最後の当主）、養祖父（7代前田長徳）、家の古老、養祖母・歌子（実父は前田家3代隠岐守清長の八男・松平修理亮康保。後、蘭斎）より、「我家ノ前田ヲ名乗リシハ代々ノ口伝ニ残レリ」と聞いている。長善はこの口伝について、学問の師青木幸躬（あおきさちみ。国学者で神道家。教部省の大学句読所教師として皇学を教授した）と共に考証した内容を子孫に伝えるため、理由書を掲記している。
その内容は、前田家初代出雲守玄長が前田姓を名乗った理由として、「戦国大名として猛将堀尾帯刀先生吉晴の堀尾家が断絶となり、祀られなくなっていた代々の御霊を憐れんだ5代将軍綱吉が、前田玄以の系により堀尾家と連なる玄長に堀尾家の祭祀を継がせることを命じた」ということを記している。

### 綱吉が玄長に堀尾家の祭祀継承を命じた理由
堀尾家は3代目の忠晴が寛永10年（1633年）の死去により無嗣断絶となっているが、それから69年も後の元禄15年（1702年）に、なぜ綱吉が玄長に堀尾家の祭祀継承を命じたか、という疑問がある。しかし、論考を書いた前田明久の調査によれば、名家の堀尾家の家名再興について、綱吉は強い思し召しがあったという。実は貞享3年（1686年）3月朔日に石川憲之（堀尾忠晴の娘の嫁いだ石川廉勝の嫡子）の三男に堀尾姓を名乗らせ、堀尾式部勝明として初御目見させ、断絶から53年後に家名再興を許している。しかし、2年後の元禄元年（1688年）6月12日、勝明は子の無いまま28歳で没し、堀尾家の家名は再び断絶した。綱吉は家名再興を許した堀尾家について、その後も心に留めていたのである。そして、元禄15年8月15日に、17歳の玄長が初御目見の際に、姓については堀尾姓や実家（押小路）の姓を名乗れない（幕府ノ内規アリ）ため、三条西家と縁続きとなる前田玄以の前田姓を、諱は玄以の「玄」を採って玄長と名乗らせ、堀尾家の祭祀継承を命じられたという。
しかしそのことは、幕府の公式記録である『徳川実紀』や『寛政重修諸家譜』、「前田家系譜」、「先祖書」には触れられていない。祭祀継承の秘話は、将軍綱吉の薨去や側近の柳沢吉保の致仕とともに知る者もいなくなり、新将軍に代替わりの都度、前将軍の近習集団は解体される旧幕時代においては、いつの時代にか子孫がこの祭祀継承について咎めを受ける可能性があったのである。そのため文書にも記されず、代々当主からの「口伝」のみに残されていた事実を、長善が記した旧事録にのみ知ることができた、とする。

### 堀尾家の分銅紋を模した分銅形持槍の鞘形
理由書の中に「堀尾氏ノ紋ナル分銅ヲ持槍ノ鞘ノ形ニ移シテ」という箇所があり、高家前田家では初代玄長より、持槍（行列時に籠先に立てる長槍で一本道具。鞘形で誰の行列かを見分ける）の鞘の形に堀尾家の家紋・旗印である「分銅」を用いていた。『享保武鑑』（享保20年版）の御高家衆の中に、前田家の用いた分銅形の鞘形が見える。

### 明治維新後
幕末の当主長禮（通称愿十郎）は、明治9年（1876年）3月31日に、二男の長興（ながおき。長善の弟）を分家させ、前田家の隠し姓ともいえる堀尾姓を名乗らせ、平民籍への編入を東京府庁に願い出、受理されている。旧高家の前田家本家は前田姓を、分家した二男には堀尾姓を名乗らせる形で、旧幕時代に名乗れなかった堀尾姓を再興させた。

### 系図
|          |          |          |          |          |          |  |  | 三条西実条 |          |          |          |          |          |  |  |          |          |          |          |          |          |  |  |                      |                      |                      |                      |                      |                      |  |  |          |          |          |          |          |          |
|          |          |          |          |          |          |  |  |            |          |          |          |          |          |  |  | 堀尾泰長 | 堀尾泰長 | 堀尾泰長 | 堀尾泰長 | 堀尾泰長 | 堀尾泰長 |  |  | 押小路公音（公勝子） | 押小路公音（公勝子） | 押小路公音（公勝子） | 押小路公音（公勝子） | 押小路公音（公勝子） | 押小路公音（公勝子） |  |  | 前田玄長 | 前田玄長 | 前田玄長 | 前田玄長 | 前田玄長 | 前田玄長 |
|          |          |          |          |          |          |  |  |            |          |          |          |          |          |  |  | 堀尾泰長 | 堀尾泰長 | 堀尾泰長 | 堀尾泰長 | 堀尾泰長 | 堀尾泰長 |  |  | 押小路公音（公勝子） | 押小路公音（公勝子） | 押小路公音（公勝子） | 押小路公音（公勝子） | 押小路公音（公勝子） | 押小路公音（公勝子） |  |  | 前田玄長 | 前田玄長 | 前田玄長 | 前田玄長 | 前田玄長 | 前田玄長 |
|          |          |          |          |          |          |  |  | 娘         |          |          |          |          |          |  |  |          |          |          |          |          |          |  |  |                      |                      |                      |                      |                      |                      |  |  |          |          |          |          |          |          |
|          |          |          |          |          |          |  |  |            |          |          |          |          |          |  |  |          |          |          |          |          |          |  |  |                      |                      |                      |                      |                      |                      |  |  |          |          |          |          |          |          |
| 前田玄以 |          |          |          |          |          |  |  |            |          |          |          |          |          |  |  |          |          |          |          |          |          |  |  |                      |                      |                      |                      |                      |                      |  |  |          |          |          |          |          |          |
|          |          |          |          |          |          |  |  |            |          |          |          |          |          |  |  |          |          |          |          |          |          |  |  |                      |                      |                      |                      |                      |                      |  |  |          |          |          |          |          |          |
|          |          |          |          |          |          |  |  | 娘         |          |          |          |          |          |  |  |          |          |          |          |          |          |  |  |                      |                      |                      |                      |                      |                      |  |  |          |          |          |          |          |          |
|          |          |          |          |          |          |  |  |            |          |          |          |          |          |  |  |          |          |          |          |          |          |  |  |                      |                      |                      |                      |                      |                      |  |  |          |          |          |          |          |          |
|          |          |          |          |          |          |  |  |            |          |          |          |          |          |  |  | 堀尾忠晴 |          |          |          |          |          |  |  |                      |                      |                      |                      |                      |                      |  |  |          |          |          |          |          |          |
|          |          |          |          |          |          |  |  |            |          |          |          |          |          |  |  |          |          |          |          |          |          |  |  |                      |                      |                      |                      |                      |                      |  |  |          |          |          |          |          |          |
| 堀尾吉晴 | 堀尾吉晴 | 堀尾吉晴 | 堀尾吉晴 | 堀尾吉晴 | 堀尾吉晴 |  |  | 堀尾忠氏   | 堀尾忠氏 | 堀尾忠氏 | 堀尾忠氏 | 堀尾忠氏 | 堀尾忠氏 |  |  |          |          |          |          |          |          |  |  |                      |                      |                      |                      |                      |                      |  |  |          |          |          |          |          |          |
| 堀尾吉晴 | 堀尾吉晴 | 堀尾吉晴 | 堀尾吉晴 | 堀尾吉晴 | 堀尾吉晴 |  |  | 堀尾忠氏   | 堀尾忠氏 | 堀尾忠氏 | 堀尾忠氏 | 堀尾忠氏 | 堀尾忠氏 |  |  |          |          |          |          |          |          |  |  |                      |                      |                      |                      |                      |                      |  |  |          |          |          |          |          |          |